# فرودگاه پورت پیری
 فرودگاه پورت پیری (به انگلیسی: Port Pirie Airport) یک فرودگاه با کد یاتا PPI است که یک باند فرود قیر دارد و طول باند آن ۱۰۴۳ متر است. این فرودگاه در کشور استرالیا قرار دارد و در ارتفاع ۱۲ متری از سطح دریا واقع شده است.